# Фоен (Белуно)
Фоен (итал. Foen) је насеље у Италији у округу Белуно, региону Венето.
Према процени из 2011. у насељу је живело 881 становника. Насеље се налази на надморској висини од 314 м.